# 東宮職員令
東宮職員令（とうぐうしきいんりょう）は、令の篇目の1つ。養老令では第4番目に位置しており、全11条からなる。大宝令では東宮官員令と称されていた。

## 概要
唐の『東宮王府職員令』のうち、「東宮」の部分に相当するもので、東宮（皇太子）に付属する家政機関とその職員・職掌、具体的には、皇太子の教導にあたる傅（ふ）・学士・春宮坊および被管の三監・六署の職員構成と定員・職掌を定めている。例えば、第1条で、東宮傅は1人で、道徳をもって東宮を輔導することを定め、東宮学士は2人で、儒教の経典をとって、講義をすること、としており、この経典は『学令』により、『周易』・『尚書』・『周礼』・『儀礼』・『礼記』・『毛詩』・『春秋左氏伝』とされている。以下、「春宮坊条」・「舎人監条」・「主膳監条」・「主蔵監条」・「主殿署条）」・「主書署条」・「主漿署条」・「主工署条」・「主兵署条」・「主馬署条」という構成になっている。